# UEFA Champions League finalen 2008
UEFA Champions League finalen 2008 var en fodboldkamp der blev spillet den 21. maj 2008. Kampen blev spillet på Luzjniki Stadion i Moskva, og skulle finde vinderen af UEFA Champions League 2007-08. De deltagende hold var de engelske Premier League-rivaler Manchester United og Chelsea. Dette var første gang at to engelske hold stod i en Champions League-finale, og kun tredje gang at to hold fra samme land mødtes i finalen, som det skete i 2000 og 2003. Kampen endte 1-1 efter forlænget spilletid. Manchester United blev mestre ved at vinde den efterfølgende straffesparkskonkurrence 6-5. 
Det var første gang at finalen blev spillet i Rusland. Det var endvidere Chelseas første Champions League-finale. For Manchester United lå der stor symbolværdi i, at man vandt finalen i 50-året for München-ulykken, hvor en stor del af klubbens daværende førstehold omkom ved en flyulykke.
Kampen blev ledet af den slovakiske dommer Ľuboš Micheľ.

## Baggrund
Manchester Uniteds deltagelse i sæsonens Champions League-turnering blev sikret, da holdet vandt sit 17. engelske mesterskab i 2007. I løbet af turneringen var holdet ubesejret.
Chelseas deltagelse blev sikret med en andenplads i Premier League, blot to point efter Manchester United. I Champions League-turneringen havde holdet på vej til finalen tabt en enkelt kamp, da det blev 1-2 i udekampen i kvartfinalen mod Fenerbahçe.

## Optakt til kampen
Kampen skulle spilles på en bane med kunstig græs. Dette ankom fra Slovakiet blot få dage før matchen, hvilket førte til bekymringer for spillernes sikkerhed.
For Manchester havde manager Alex Ferguson på forhånd garanteret veteranen Paul Scholes en plads i startopstillingen, da denne i klubbens seneste Champions League-finale i 1999 var udelukket på grund af karantæne. I øvrigt var holdopstillingerne for begge mandskaber ret forudsigelige i lyset af deres seneste kampe. 

## Forløb
Kampens første mål kom efter 26 minutters spil, da Uniteds Wes Brown fik plads til et indlæg fra højre side, og foran mål var Cristano Ronaldo på plads og kunne med et hovedstød passere Petr Čech. Nogle minutter senere var Chelsea tæt på en udligning, da Uniteds Rio Ferdinand blev presset til et hovedstød tilbage mod eget mål efter et hovedstød fra Didier Drogba, men hans målmand Edwin van der Sar var vågen og afværgede faren. Senere i halvlegen havde United flere gode chancer, men målmand Čech var meget opmærksom og havde blandt andet en dobbeltredning.
Allersidst i 1. halvleg kom udligningen. Et langskud fra Michael Essien blev rettet af to omgange af United-forsvarere, så van der Sar var hjælpeløs, da Chelseas anfører Frank Lampard var løbet i dybden og opfangede bolden og let kunne score. 
I 2. halvleg havde den sene udligning givet Chelsea nyt mod på tilværelsen, og holdet havde overtaget i en lang periode, dog uden at producere mange store chancer. Da heller ikke United var i stand til at komme til alvorlige trusler mod Chelseas mål, endte den ordinære kamp 1-1.
I den forlængede spilletid havde begge hold gode muligheder for at score et afgørende mål, men uden held. I stedet blev denne del af kampen ramt af et større batalje, hvor de fleste af spillerne var involveret i tumulter. Da der igen blev ro over gemytterne, måtte Chelsea Drogba indkassere et rødt kort for et slag mod Uniteds Nemanja Vidić. Han blev dermed den blot anden spiller, der havde fået rødt kort en Champions League-finale.
Straffesparkkonkurrencen blev lige så spændende, som kampen havde været hidtil. Der var stor scoringssikkerhed blandt spillerne, bortset fra, at Ronaldo, som på karakteristisk vis stoppede lidt op i sit tilløb, men ikke lykkedes med at snyde Čech ved det; denne dykkede ned til den rigtige side og fangede bolden. Efter ni ud af de første ti straffespark stod Chelseas John Terry med muligheden for at afgøre kampen til sit holds fordel, men Terry mistimede sit tilløb og ramte bolden dårligt, så skønt van der Sar var gået til den forkerte side, ramte han ydersiden af stolpen i den anden side. 
Der måtte derfor ekstra spark til for at afgøre kampen, og de tre første blev sparket i mål, inden Nicolas Anelka blev distraheret af van der Sars gestikuleren i målet og skød bolden i den side, målmanden gik til, så han brændte sit skud. Dermed var Manchester United mestre.

### Detaljer
| 21. maj 2008 20:45 |

| Manchester United | 1 – 1 (e.f.s) | Chelsea       |
| ----------------- | ------------- | ------------- |
| Ronaldo 26'       | Rapport       | 45' Lampard · |

| Luzjniki Stadion, Moskva Tilskuere: 67.310 Dommer: Ľuboš Micheľ (Slovakiet) |

|                                                      |       | Straffesparkskonkurrence                            |  |
| Tévez Carrick Ronaldo Hargreaves Nani Anderson Giggs | 6 – 5 | Ballack Belletti Lampard A. Cole Terry Kalou Anelka |  |

| Manchester United | Chelsea |

|                   |    |                   |      |        |
|                   |    |                   |      |        |
| MÅ                | 1  | Edwin van der Sar |      |        |
| F                 | 6  | Wes Brown         |      | 120+5' |
| F                 | 5  | Rio Ferdinand (a) | 43'  |        |
| F                 | 15 | Nemanja Vidić     | 111' |        |
| F                 | 3  | Patrice Evra      |      |        |
| M                 | 4  | Owen Hargreaves   |      |        |
| M                 | 18 | Paul Scholes      | 21'  | 87'    |
| M                 | 16 | Michael Carrick   |      |        |
| M                 | 7  | Cristiano Ronaldo |      |        |
| A                 | 10 | Wayne Rooney      |      | 101'   |
| A                 | 32 | Carlos Tévez      | 116' |        |
| Reserver:         |    |                   |      |        |
| MÅ                | 29 | Tomasz Kuszczak   |      |        |
| F                 | 22 | John O'Shea       |      |        |
| F                 | 27 | Mikaël Silvestre  |      |        |
| M                 | 8  | Anderson          |      | 120+5' |
| M                 | 11 | Ryan Giggs        |      | 87'    |
| M                 | 17 | Nani              |      | 101'   |
| M                 | 24 | Darren Fletcher   |      |        |
| Træner:           |    |                   |      |        |
| Sir Alex Ferguson |    |                   |      |        |

|             |    |                   |      |        |
|             |    |                   |      |        |
| MÅ          | 1  | Petr Čech         |      |        |
| F           | 5  | Michael Essien    | 118' |        |
| F           | 6  | Ricardo Carvalho  | 45'  |        |
| F           | 26 | John Terry (a)    |      |        |
| F           | 3  | Ashley Cole       |      |        |
| M           | 4  | Claude Makélélé   | 21'  | 120+4' |
| M           | 13 | Michael Ballack   | 116' |        |
| M           | 8  | Frank Lampard     |      |        |
| M           | 10 | Joe Cole          |      | 99'    |
| M           | 15 | Florent Malouda   |      | 92'    |
| A           | 11 | Didier Drogba     | 116' |        |
| Reserver:   |    |                   |      |        |
| MÅ          | 23 | Carlo Cudicini    |      |        |
| F           | 33 | Alex              |      |        |
| F           | 35 | Juliano Belletti  |      | 120+4' |
| M           | 12 | Mikel John Obi    |      |        |
| A           | 7  | Andrij Sjevtjenko |      |        |
| A           | 21 | Salomon Kalou     |      | 92'    |
| A           | 39 | Nicolas Anelka    |      | 99'    |
| Træner:     |    |                   |      |        |
| Avram Grant |    |                   |      |        |

| UEFA Kampens bedste spiller: Edwin van der Sar (Manchester United) Fans' Kampens bedste spiller: Cristiano Ronaldo (Manchester United) Linjedommere: Roman Slyško (Slovakiet) Martin Balko (Slovakiet) Fjerde dommer: Vladimir Hriňák (Slovakiet) |

## Efter kampen
Umiddelbart efter afslutningen var John Terry knust over sit brændte straffespark, og i skuffelse over det smed han sin sølvmedalje ud til publikum. Han blev efterfølgende trøstet af sin træner Avram Grant og flere af spillerne, der ikke ville gøre ham til syndebuk for nederlaget. 
Da Manchester United skulle modtage pokalen, blev holdet symbolsk anført af klublegenden Bobby Charlton, der var en af de overlevende fra München-ulykken og havde været anfører for holdet, der vandt Mesterholdenes turnering i 1968. Pokalen blev modtaget på holdets vegne af Rio Ferdinand og Ryan Giggs. Kampens spiller blev Edwin van der Sar.